# Pleurocera nobilis
Pleurocera nobilis är en snäckart som först beskrevs av I. Lea 1845.  Pleurocera nobilis ingår i släktet Pleurocera och familjen Pleuroceridae. IUCN kategoriserar arten globalt som otillräckligt studerad. Inga underarter finns listade i Catalogue of Life.